# 伯尼紹爾鄉

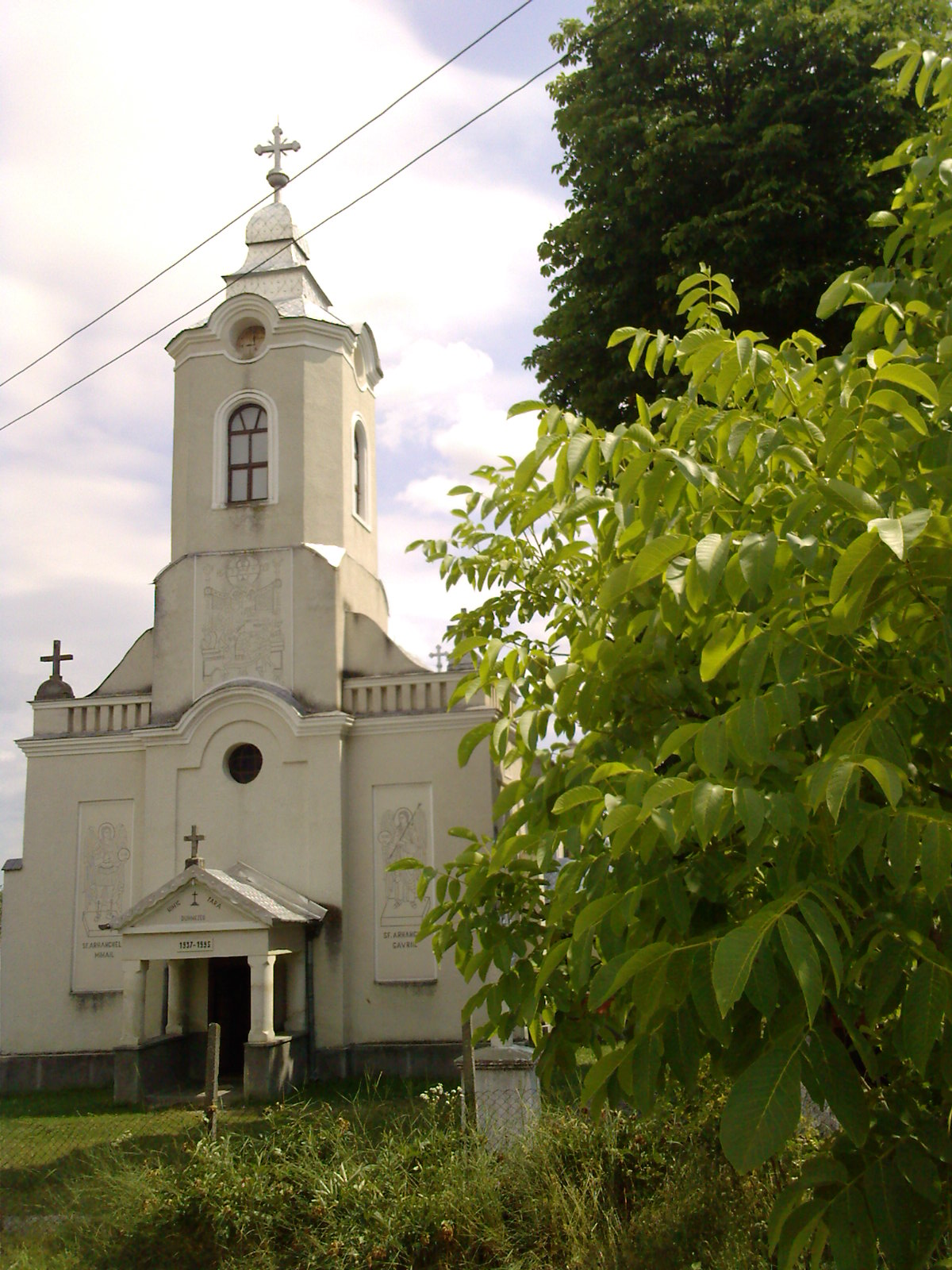

47°07′N 22°51′E / 47.117°N 22.850°E
伯尼紹爾鄉（羅馬尼亞語：Comuna Bănișor, Sălaj），是羅馬尼亞的鄉份，位於該國西北部，由瑟拉日縣負責管轄，面積32平方公里，海拔高度319米，2007年人口2,315，人口密度每平方公里72人。